# Büchelesmühle
Büchelesmühle (mundartlich: Biǝchǝlǝsmilǝ, nab dsuǝr Biǝchǝlǝsmilǝ) ist ein Gemeindeteil der Marktgemeinde Weitnau im bayerisch-schwäbischen Landkreis Oberallgäu.

## Geographie
Der Weiler liegt circa 3,5 Kilometer nordwestlich des Hauptorts Weitnau. Nördlich der Ortschaft fließt die Untere Argen. Südlich verläuft die Bundesstraße 12. Nördlich liegt die Ländergrenze zu Isny im Allgäu in Baden-Württemberg.

## Ortsname
Der erste Ortsname die müllin zu Nellenberg, yetz genannt uffem Dych beschreibt eine (Mühle) am Teich. Der heutige Ortsname bezieht sich auf den Familiennamen Büchele und bedeutet Mühle des Büchele.

## Geschichte
Büchelesmühle wurde erstmals im Jahr 1818 erwähnt. Bereits 1509 wurde die Mühle als trauchburgische Lehen als die müllin zu Nellenberg, yetz genannt uffem Dych erwähnt. 1551 wurde die Mühle als Stampf- und Sägmühle genannt. 1929 wurde der Mühlbetrieb eingestellt. Bis 1972 gehörte Büchelesmühle der Gemeinde Wengen an, die durch die bayerische Gebietsreform in der Gemeinde Weitnau aufging.

### Eisenschmiede
Büchelesmühle wurde bis 1812 zur Eisenschmiede gezählt, zu der auch der heutige Gemeindeteil Klausenmühle gehörte. Der abgegangene Ort wurde erstmals im Jahr 1451 mit Heinz Seltman ze der Ysenschmiten genannt. Eisenschmiede gehörte der Herrschaft Rauchburg (vmtl. Trauchburg) an, die dort im Jahr 1551 eine eigene Zollstätte besaß.